# Omarion Hampton
Pour les articles homonymes, voir Hampton.
Omarion Hampton (né le 16 mars 2003 à Forest City (Caroline du Nord)) est un sportif professionnel américain de football américain jouant au poste de running back dans la National Football League (NFL) depuis la saison 2025 pour la franchise des Chargers de Los Angeles.
Auparavant, il a joué au niveau universitaire pour les Tar Heels de la Caroline du Nord de l'université de Caroline du Nord à Chapel Hill pendant trois saisons (2022–2024) dans la NCAA Division I FBS et son Atlantic Coast Conference (ACC). Il y obtient des sélections dans les premières équipes All-American et ACC en 2023 et 2024.
Il est ensuite sélectionné en 22e choix global lors du premier tour de la draft 2025 par les Chargers de Los Angeles,.